# Clavariadelphus unicolor
Clavariadelphus unicolor är en svampart som först beskrevs av Berk. & Ravenel, och fick sitt nu gällande namn av Corner 1950. Clavariadelphus unicolor ingår i släktet Clavariadelphus och familjen Clavariadelphaceae.   Inga underarter finns listade i Catalogue of Life.

## Bildgalleri

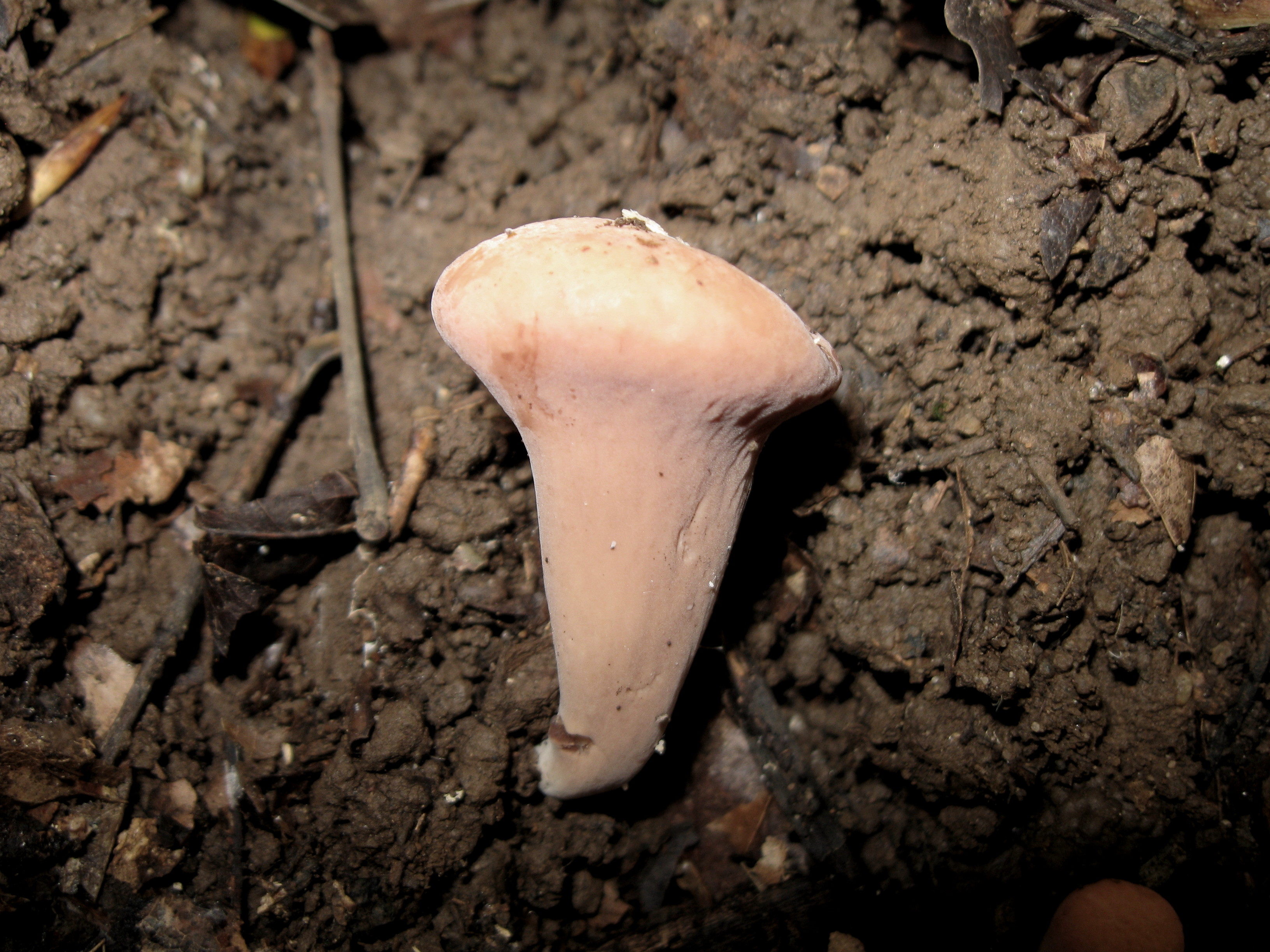